# Kappl (Tirol)
Kappl ist mit 2548 Einwohnern (Stand 1. Jänner 2025) bei einer Fläche von 97,47 Quadratkilometer die zweite und einwohnermäßig größte Gemeinde im Tiroler Paznaun. Die Gemeinde liegt im Bezirk und Gerichtsbezirk Landeck.

## Geografie
Kappl liegt zwischen der Verwallgruppe im Norden und der Samnaungruppe im Süden. Das größte Gewässer ist die Trisanna. Der tiefste Punkt der Gemeinde liegt im Nordosten bei 900 Meter Meereshöhe. Die höchsten Gipfel sind im Osten Gamsbergkopf (2.821 m) und Rotpleiskopf (2.933 m), im Süden Grübelekopf (2.894 m) und Vesulspitze (3.089 m) und im Norden Fatlarspitze (2.986 m), Kreuzjochspitze (2.929 m), Weiskogel oder Welskogel (2.878 m) und Hoher Riffler (3.168 m).
Von der Fläche werden 6 Prozent landwirtschaftlich genutzt, 29 Prozent sind Wald, 37 Prozent Almen und 26 Prozent hochalpines Gelände.
Die weitläufige Gemeinde hat 96 Flurnamen.

### Gemeindegliederung
Kappl besteht aus einer einzigen, gleichnamigen Katastralgemeinde bzw. aus drei Ortschaften (Einwohner Stand 1. Jänner 2025):
- Kappl (2022)
- Langesthei (192)
- See (334)

| Katastralgemeinden | Ortschaften in der Gemeinde |
| ------------------ | --- |
| Kappl (97,48 km²)  | Kappl (D) Bach (W) Bild (W) Brandau (D) Egg (D) Höfen (Hgr) Holdernach (R) Holdernacher Au (D) Klasen (W) Lochau (D) Nederle (D) Niederhof (D) Oberhaus (D) Obermahren (W) Perpat (D) Pirchegg (W) Plattwies (W) Sinsen (D) Ulmich (D) Unterbichl (W) Wiese (D) Langesthei (R) Außerlangesthei (D) Flung (W) Gufl (W) Innerlangesthei (W) Schrofen (W) Stockach (R) See (R) Frödenegg (Hgr) Gande (W) Glitt (D) Glittstein (W) Lahngang (R) Pattrich (W) Rauth (W) Schaller (D) Seiche (W) Seßlebene (W) |
| Legende            | |

| In der Spalte Katastralgemeinden sind sämtliche Katastralgemeinden einer Gemeinde angeführt. In der Klammer ist die jeweilige Fläche in km² angegeben. |
| In der Spalte Ortschaften sind sämtliche von der Statistik Austria erfassten Siedlungen, die auch eine eigene Ortschaftskennziffer aufweisen, angeführt. In der Hierarchieebene derselben Spalte, rechts eingerückt, werden nur Ansiedlungen, die mindestens aus mehreren Häusern bestehen, dargestellt. Die wichtigsten der verwendeten Abkürzungen sind: - M = Hauptort der Gemeinde - Stt = Stadtteil - R = Rotte - W = Weiler - D = Dorf - ZH = Zerstreute Häuser - Sdlg = Siedlung - Hgr = Häusergruppe - E = Einzelgehöft (nur wenn sie eine eigene Ortschaftskennziffer haben) Die komplette Liste der Statistik Austria ist in: Topographische Siedlungskennzeichnung nach STAT Zu beachten ist, dass manche Orte unterschiedliche Schreibweisen haben können. So können sich Katastralgemeinden anders schreiben als gleichnamige Ortschaften bzw. Gemeinden. Quelle: Statistik Austria – |

### Ortsteile
- Fraktion Kappl: Angerhof, Ahli, Ahornach, Althof, Au, Larchi, Bach, Bachle, Ballestadele, Bild, Brandau, Dengenvolk, Diasbach, Egg, Egger Weg, Gasse, Grubegg, Grüble, Höfen, Höfer Au, Hof, Hofstatt, Holdernach, Holdernacher Au, Kappl, Klasen, Larchi, Lochau, Lochmühl, Mahren, Mühlele, Nebenau, Nederle, Niedergut, Niederhof, Oberbichl, Oberhaus, Obermahren, Obermühl, Perpat, Pirchegg, Pitzein, Platti, Plattwies, Schmiedsegg, Schönwies, Seichle, Siedlung Holdernach, Sinsen, Sinsner Au, Stadlen, Städlen, Steinau, Stiegenwahl, Tschatscha, Turnetshaus, Ulmich, Unterbichl, Unterholdernach, Untermühl, Wegscheid und Wiese.
- Fraktion Langesthei: Außeregg, Außerlangesthei, Flung, Gufl, Inneregg, Innerlangesthei, Schrofen, Stockach und Unteregg.
- Fraktion See: Falgenair, Frödenegg, Haslen, Gande, Gföll, Glitt, Glittstein, Kälberanger, Kohlgreit, Lahngang, Moos, Oberfrödenegg, Pattrich, Rauth, Schaller, Seiche, Seßlebene, Sommerstadlen, Staudenmühl und Wald.

### Nachbargemeinden
Zehn der elf Nachbargemeinden liegen im Bezirk Landeck.
| Pettneu              | Flirsch                                     | Strengen, Pians, Tobadill |
| St. Anton am Arlberg | Kompassrose, die auf Nachbargemeinden zeigt | Fiss                      |
| Ischgl               | Samnaun (Schweiz)                           | See und Serfaus           |

## Geschichte

### 13. Jahrhundert
Im 13. Jahrhundert kam das Gebiet des Gerichtes Landeck, zu dem auch des Zehent Paznaun (heutige Gemeinde Kappl) gehörte, an die Grafen von Ulten und 1248, nach deren Aussterben, an die Grafen von Tirol, die nun die Grafschaftsgewalt ausübten.
Auf dem Boden der heutigen Gemeinde Kappl ereigneten sich auch mehrere Kriegshandlungen: So marschierten 1406 die Appenzeller vom Zeinisjoch her ins Paznaun ein und kontrollierten es bis 1408. Unter den Koalitionskriegen hatten die Schützen Bereitschaft zu leisten und die Bewachung der Übergänge zu übernehmen.
Vor der Niederlassung der ersten ständigen Bewohner wurden im Raum der heutigen Gemeinde Kappl die Almen als Sommerweide genutzt. Vermutlich waren dies Rätoromanen aus dem Engadin, die ihr Vieh durch das Oberpaznaun auf die Almen trieben. Dies lässt sich wegen der romanischen Wurzeln der Namensbezeichnung der Almen bezeugen. Die Besiedlung des Unterpaznaunes (Sonnenseite und Frödenegger Berg) erfolgte vom Stanzertal her durchwegs über die Jochübergänge, nicht aber durch die damals unbegehbare Gföllschlucht. Überall dort, wo heute die Weiler stehen, stand früher ein Hof.

Als erste Niederlassung wird Niederhof in der 2. Hälfte des 13. Jahrhunderts genannt. Im Jahre 1370 wird Kappl als „capella sancti Antonii“ zum ersten Mal erwähnt. Der Name ist eine Eindeutschung zu lateinisch capella (‚Kapelle‘). Auch Langesthei (‚Frühjahrsweide‘) kommt zum ersten Mal vor. Das Gebiet der Trisanna gehörte den Engadinern (Gemeinde Sent) und wurde schon im Jahre 1572 den hiesigen Leuten als Dauerlehen um einen jährlichen Zins (zuerst Naturalien, später Geld) überlassen und im Jahr 1810 von der Gemeinde Sent an die Bewohner von Niederhof und Wiese verkauft. In der Gegend von Vesul dürfte sich der gleiche Vorgang ereignet haben. Durch die Teilung der Einzelhöfe sind oft vier bis sechs Bauernhöfe entstanden, die aber durch Rodung wiederum erweitert wurden. Im Jahre 1427 hatte Kappl rund 550 und 1754 bereits 1.850 Einwohner.

### 16. bis 18. Jahrhundert
1754 kam das Gericht Landeck zum Kreis Oberinntal mit Verwaltungssitz in Imst. Die dem Gericht Landeck eingegliederten Dingstätten waren für die Selbstverwaltung der wirtschaftlichen Gemeindeangelegenheiten betraut. Die Dingstätte Stanzertal deckte sich ungefähr mit dem Gebiet der Urpfarre Stanz (später Zams).
Im Zuge der Gegenreformation entstanden in vielen Weilern Kapellen, sodass die Bewohner ihre Andachten in der Nähe ihrer Häuser verrichten konnten. Das Gebiet der heutige Pfarre Langesthei wurde bis ins 17. Jahrhundert von der Pfarre Kappl verwaltet. Ein Grund für die Abspaltung war der damals sehr beschwerliche Weg nach Kappl. Aus diesem Grund wurde von den dortigen Bewohnern eine Kirche errichtet, die 1698 eingeweiht wurde Auf dem Platz der heutigen Kirche stand vorher eine Kapelle. Die Lostrennung von Kappl erfolgte endgültig im Jahre 1700 durch die Errichtung einer Kuratie, was in Kappl nicht ohne Widerstand geduldet wurde.

Gegen Ende des 18. Jahrhunderts wurde im Zuge der Einführung der allgemeinen Schulpflicht jeweils eine Schule in Kappl und Langesthei errichtet. Um 1800 kamen auch noch so genannte Notschulen in Sinsen, Perpat und Holdernach hinzu.

### 19. Jahrhundert
Im Jahre 1809 mussten die Schützen den Landecker Schützen Unterstützung leisten und die Posten am Zeinis-Joch und in Gföll-Wiesberg besetzen. Am 24. November 1809 fand die Gigglertoblerschlacht am Taleingang statt. Die Paznauner mussten gegen eine Übermacht Franzosen und Bayern kämpfen. Dabei erbeuteten sie eine Kriegsfahne der Bayern, welche noch heute im Besitz der Schützenkompanie Kappl ist. Diese nun 200 Jahre alte Fahne begleitet mit Stolz auch heute noch die Schützenkompanie Kappl bei den Ausrückungen.
Der Siegesjubel hielt nur wenige Stunden an, denn schon am nächsten Tage erfuhren sie, dass Tirol niedergeworfen wurde. General Raglovich als verantwortlicher bayerischer Kommandeur verfuhr überaus schonend mit den Einwohnern des Ortes, weil er keine neuen Unruhen heraufbeschwören wollte.
Die Erhebung zur Pfarrei erfolgte im Jahre 1891. Immer wieder wurden die Bewohner von Katastrophen heimgesucht. Lawinen, Muren, Hochwasser, Brände, Pest und Viehseuchen machten den Leuten das Leben schwer.

### 20. Jahrhundert
Am 23. Mai 1915 rückte eine Kompanie, zusammengestellt aus den Gemeinden des Paznaunes, unter dem Hauptmann Gottlieb Jehle von Kappl Egg an die Südfront ein. Die Tiroler Schützen hielten ihre Stellungen bis Kriegsende, jedoch hatte allein die Gemeinde Kappl 66 Gefallene zu beklagen. Nach dem Krieg herrschte auch bei der bäuerlichen Bevölkerung sehr große Armut. Durch die rasante Inflation wurden die damals Wohlhabenden arm und die Armen noch ärmer. 1938 erfolgte der Anschluss Österreichs an das Nationalsozialistische Deutschland. Nach Ausbruch des Zweiten Weltkrieges (1939) mussten auch aus Kappl zahlreiche Männer einrücken, von denen 82 ihr Leben ließen.
Ende April 1945 kamen dann auf dem Rückzug die deutschen Truppen in das Tal, am 6. Mai 1945 die Amerikaner als Besatzung, die später durch französische Truppen abgelöst wurden.

### Hochwasser 2005
Im August 2005 ereignete sich eine noch nie da gewesene Hochwasserkatastrophe im Paznaun. Über 30 % der Straßen wurden weggespült oder verschüttet. Das Tal bzw. Kappl war eine Woche nur über eine Luftbrücke, organisiert vom österreichischen Bundesheer, erreichbar.

### Bevölkerungsentwicklung
| Kappl: Einwohnerzahlen von 1869 bis 2024            | Kappl: Einwohnerzahlen von 1869 bis 2024 | Kappl: Einwohnerzahlen von 1869 bis 2024 | Kappl: Einwohnerzahlen von 1869 bis 2024 | Kappl: Einwohnerzahlen von 1869 bis 2024 |
| --------------------------------------------------- | ---------------------------------------- | ---------------------------------------- | ---------------------------------------- | ---------------------------------------- |
| Jahr                                                |                                          |                                          |                                          | Einwohner                                |
| 1869                                                | 1869                                     |                                          | 1.863                                    | 1.863                                    |
| 1880                                                | 1880                                     |                                          | 1.814                                    | 1.814                                    |
| 1890                                                | 1890                                     |                                          | 1.689                                    | 1.689                                    |
| 1900                                                | 1900                                     |                                          | 1.616                                    | 1.616                                    |
| 1910                                                | 1910                                     |                                          | 1.642                                    | 1.642                                    |
| 1923                                                | 1923                                     |                                          | 1.501                                    | 1.501                                    |
| 1934                                                | 1934                                     |                                          | 1.603                                    | 1.603                                    |
| 1939                                                | 1939                                     |                                          | 1.602                                    | 1.602                                    |
| 1951                                                | 1951                                     |                                          | 1.862                                    | 1.862                                    |
| 1961                                                | 1961                                     |                                          | 1.970                                    | 1.970                                    |
| 1971                                                | 1971                                     |                                          | 2.156                                    | 2.156                                    |
| 1981                                                | 1981                                     |                                          | 2.392                                    | 2.392                                    |
| 1991                                                | 1991                                     |                                          | 2.478                                    | 2.478                                    |
| 2001                                                | 2001                                     |                                          | 2.586                                    | 2.586                                    |
| 2011                                                | 2011                                     |                                          | 2.620                                    | 2.620                                    |
| 2021                                                | 2021                                     |                                          | 2.523                                    | 2.523                                    |
| 2024                                                | 2024                                     |                                          | 2.558                                    | 2.558                                    |
| Quelle(n): Statistik Austria, Gebietsstand 1.1.2021 |                                          |                                          |                                          |                                          |

## Kultur und Sehenswürdigkeiten

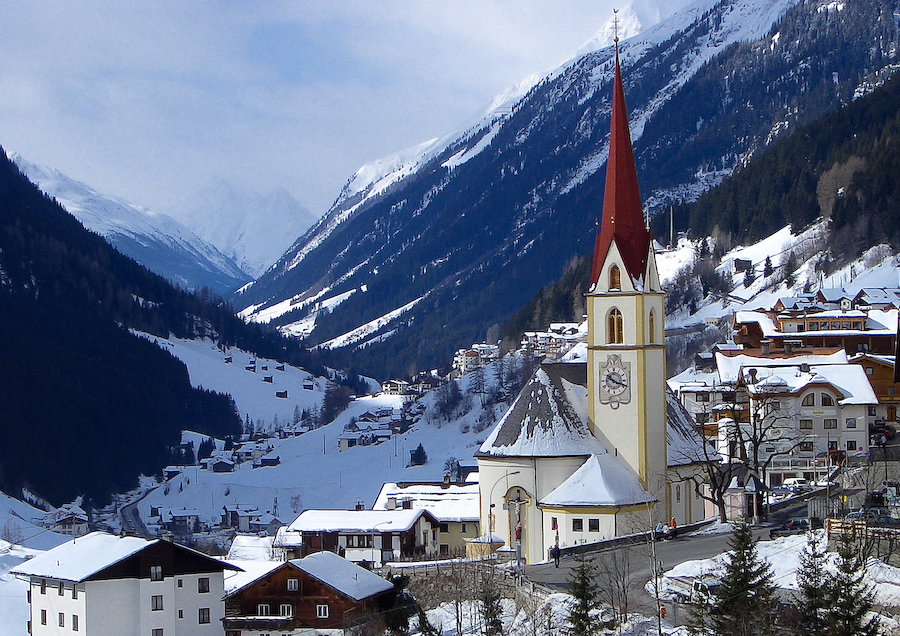
Pfarrkirche Kappl

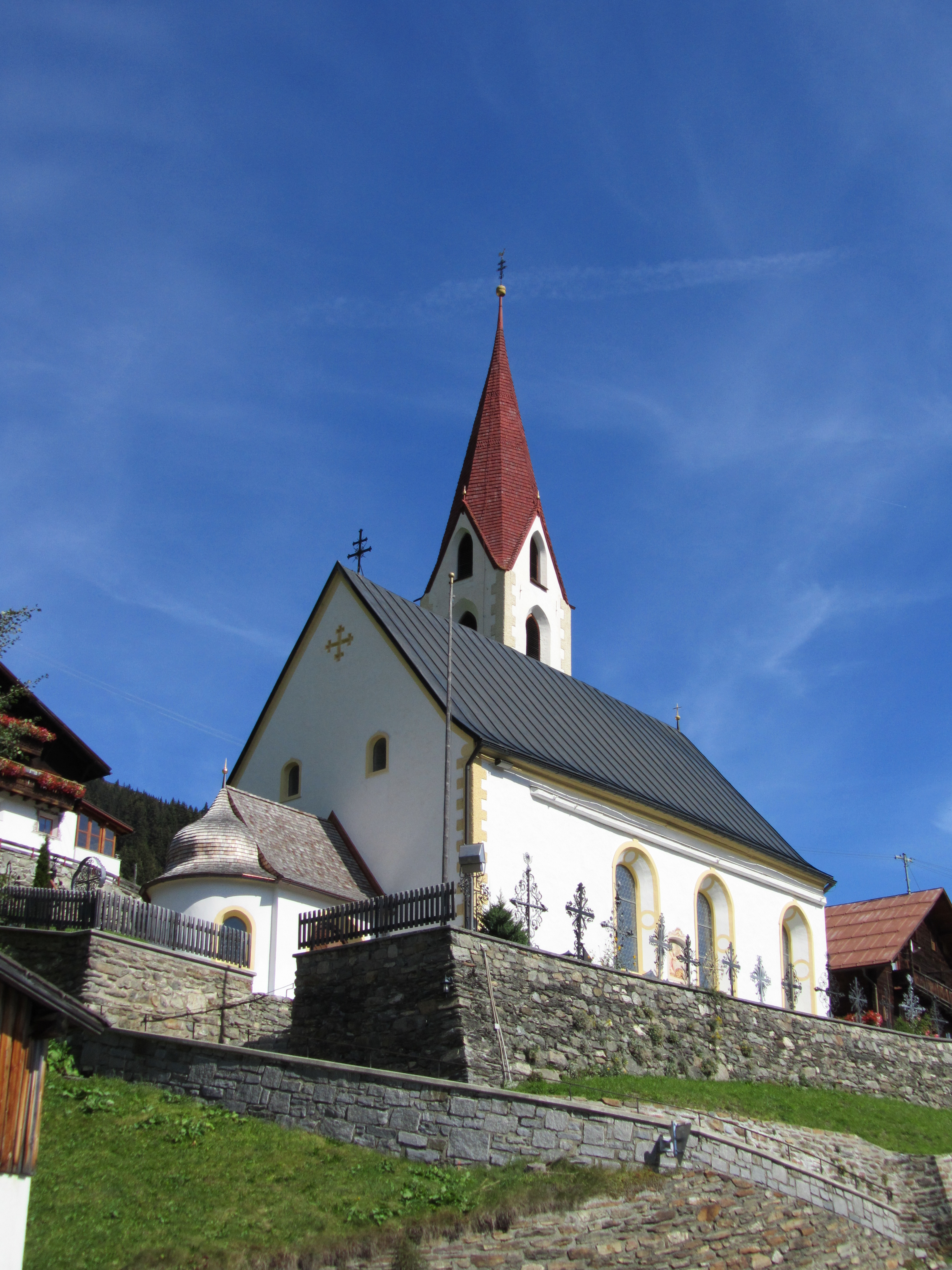
Pfarrkirche Langesthei

- Katholische Pfarrkirche Kappl hl. Antonius der Einsiedler: Schon sehr früh befand sich in Kappl eine Kapelle, die dem heiligen Antonius, dem Einsiedler, geweiht war, von der auch der Name stammt, „ba’r Kopla“ (auf schriftdeutsch „bei der Kapelle“), die dann im Jahre 1398 erstmals nachweislich genannt ist. Anstelle dieser Kapelle wurde ab dem Jahre 1480 bis 1482 eine Kirche gebaut, zuerst der Chor und Turm und später das Langhaus. Im Jahre 1663 wurde diese Kirche fast um die Hälfte erweitert (Weihe 1666), 1692 wurde ein neuer Helm für den Turm errichtet. Unter dem Kuraten Adam Schmid wurde im Jahre 1726 eine neue Kirche gebaut, die 1734 geweiht wurde. Baumeister war Jakob Jehle von Obermahren. Kappl erhielt 1422 einen eigenen Priester, was aber nicht heißen soll, dass in der ersten Zeit immer ein Priester hier war. 1586 wurde die Kuratie errichtet und erst 1891 zur Pfarrei erhoben. Die neu restaurierte Pfarrkirche geweiht zum Hl. Abt. Antonius: Sehenswert sind das Deckengemälde von Jakob Greil sowie die Figuren der Seitenaltäre und die Kanzel von Andreas Kölle. In der Nische der linken Langhauswand befindet sich das Marmorgrabmal des Seligen Kuraten Adam Schmid vom Bildhauer Johann Ladner.
- Totenkapelle und Friedhof
- Katholische Pfarrkirche Langesthei Hl. Hieronymus: Im Kirchdorf Langesthei steht die Barockkirche St. Hieronymus. Besonders hervorzuheben sind die Gewölbeausmalungen mit barockisierender Ornamentik und Bildmedaillons, die von Leopold Puellacher (1776–1842) stammen.

- Kapelle Hl. Kreuz am Bachbödele
- Kapelle Hl. Kreuz in Ruhestein
- Kapelle in Bild
- Kapelle in Dengenvolk
- Kapelle Hl. Familie in Holdernach
- Kapelle westlich von Nederle
- Kapelle in Niederhof

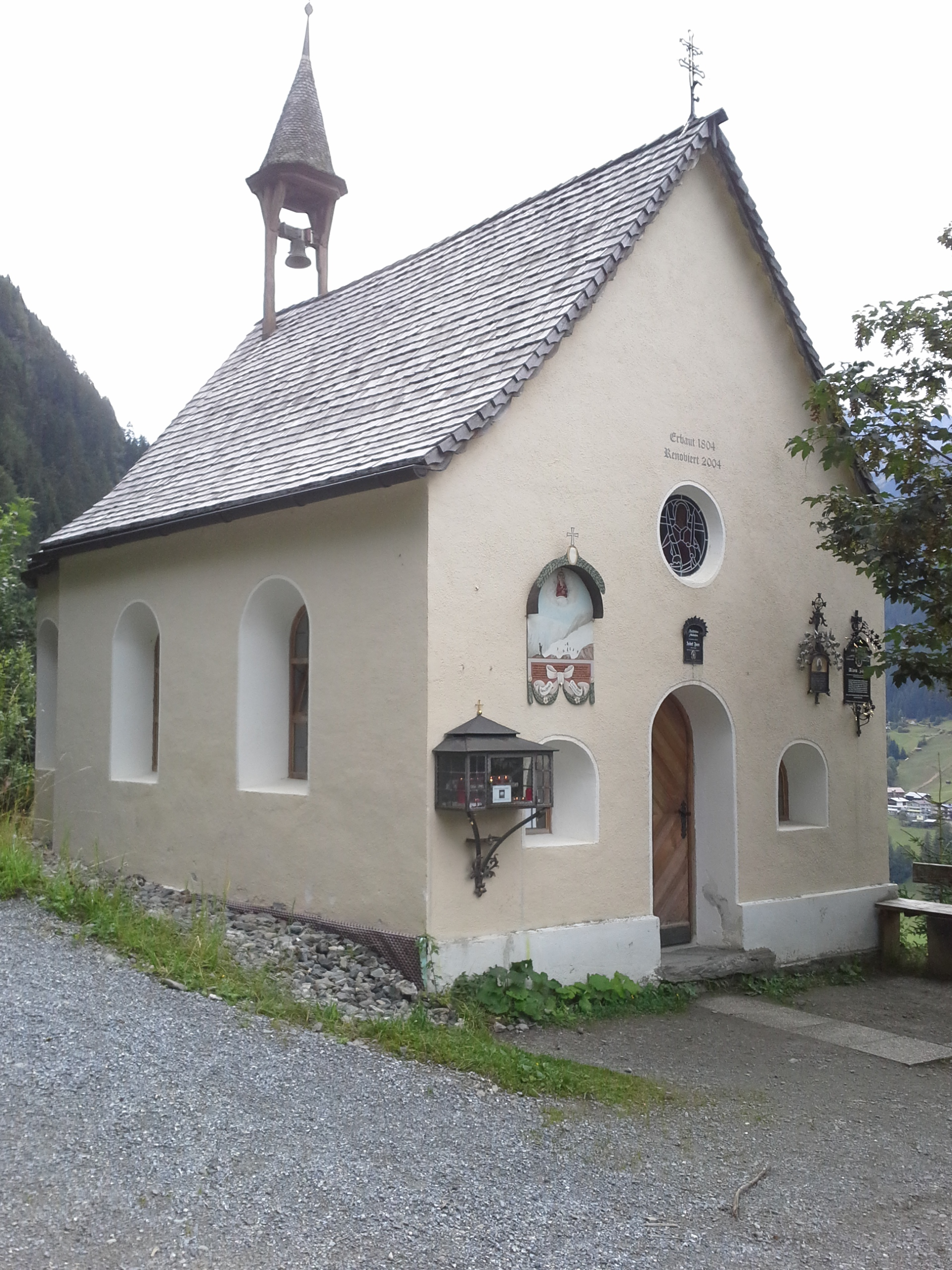
Rotwegkapelle

- Kapelle Hl. Dreifaltigkeit in Oberhaus
- Kapelle in Obermahren
- Kapelle Hl. Dreifaltigkeit in Perpat
- Rotwegkapelle
- Kapelle in Schrofen
- Kapelle in Sinsen
- Kapelle hl. Martin in Ulmich
- Kapelle hl. Maria in Unterbichl
- Kapelle in Wiese
- Kerkerkapelle

Im Jahr 1760 schuf der einheimische Bildhauer Johann Ladner die drei lebensgroßen Holzfiguren dieser Kapelle. Zwei wilde Soldaten verhöhnen den an die Geißelsäule gefesselten Christus. Im Volksmund nennt man die zwei Schergen „Die Kappler Juden“. Diese berühmten Skulpturen sind auch ein Wahrzeichen von Kappl.
- Wegkapellen bei Flung
- Passionskreuz bei Höfen
- Tonas Haus Nr. 119: Altes Paznauner Bauernhaus mit Fassadenmalerei vom Jahr 1631. An der Nordseite sind der Heilige Martin, der Hl. Georg und Jesus am Kreuz dargestellt, an der Stirnseite der Hl. Antonius von Padua, der auferstandene Christus, Maria mit Kind, sowie Wappen und Bindenschild. An dieser Stelle stand der urkundlich älteste Hof des Unterpaznauns.

## Wirtschaft und Infrastruktur

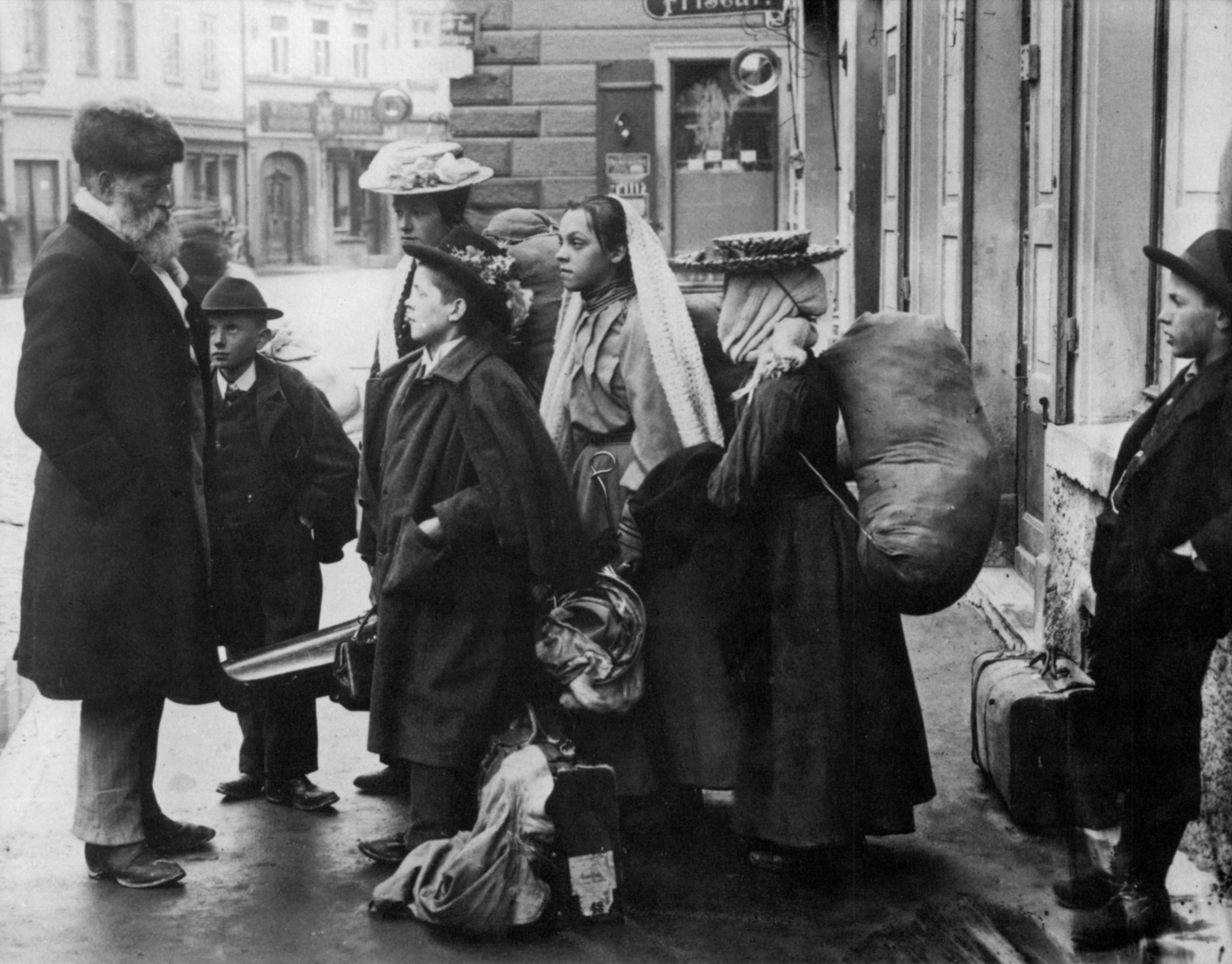
Hütekinder in Oberschwaben (Foto von Peter Scherer, wohl um 1900)

Im Jahre 1570 wird in einem Revisionsbericht festgehalten, dass in Kappl ungefähr 550 Kommunikanten seien, aber sonst eine des Lesens und Schreibens unkundige Bevölkerung. Von der früheren Landwirtschaft allein konnten sich die rund 500 bis 700 Bewohner recht und schlecht ernähren.
Durch die Zunahme der Bevölkerung im 17. Jahrhundert waren die Leute gezwungen, anderweitig Arbeit zu suchen, und sie gingen als Maurer, Steinmetze, Zimmerleute oder Baumeister in den süddeutschen Raum und nach Luxemburg, aber auch nach Frankreich und in die Schweiz.
Vorerst gehörten sie als Nebenlade zu Imst, dann zu Landeck, bis sie im Jahre 1709 ein eigenes Zunftprivileg erhielten.
Diese Zunft verfiel allmählich gegen Ende des 18. Jahrhunderts und die Notwendigkeit einer zusätzlichen Arbeit außerhalb des Tales blieb bestehen.
Auch Kinder gingen in dieser Zeit in den süddeutschen Raum, um über den Sommer bei Bauern zu arbeiten, um etwas Geld verdienen zu können. Die Schwabenkinderwanderung nahm vielleicht auch im 17. Jahrhundert ihren Anfang und erreichte im 19. Jahrhundert ihren Höhepunkt und hörte nach dem Ersten Weltkrieg gänzlich auf.
Nach dem Ende des Krieges setzte ein Wirtschaftsaufschwung in allen Belangen ein – sei es im Fremdenverkehr oder in der Bauwirtschaft –, so dass niemand mehr außer Landes auf Arbeitssuche gehen musste.

### Verkehr

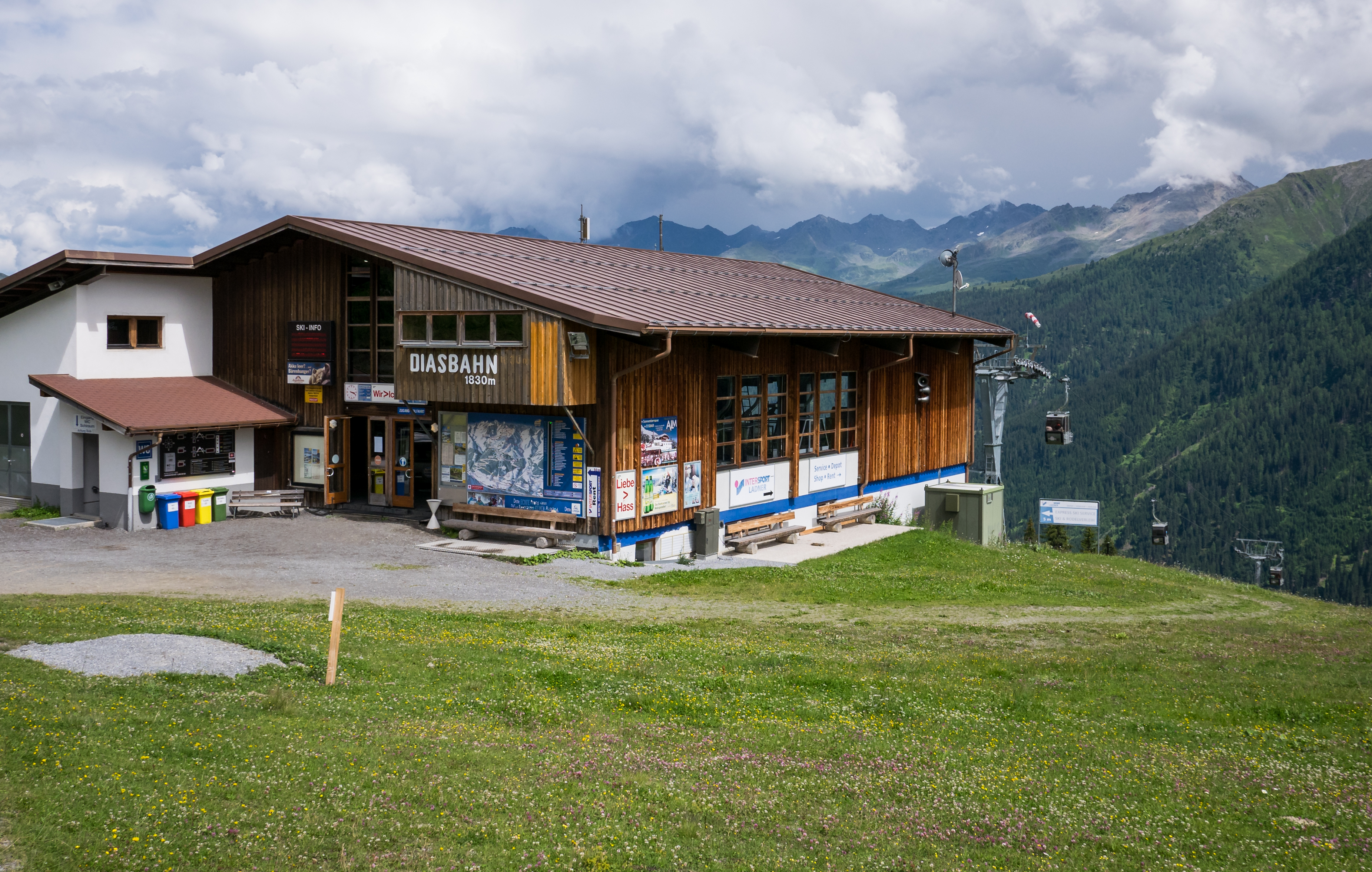
Bergstation
der Dias-Kabinenbahn

Das Tal wurde in den Jahren 1792 bis 1794 mit einem sechs Schuh breiten Karrenweg erschlossen, der im Bereich der Gemeinde Kappl vom Gföll herein immer 100 bis 150 Meter höher als die Trisanna verlief.

Dieser Weg wurde dann ersetzt durch die neue Fahrstraße in den Jahren 1884 bis 1887, die im Tal direkt neben der Trisanna verläuft und ab den 1950er Jahren zu einer Bundesstraße (B188 Silvrettastraße) mit fünf bis sechs Metern Breite ausgebaut wurde.

### Fremdenverkehr
Oberhalb von Kappl gibt es ein Skigebiet namens Dias-Alpe mit 40 Kilometern präparierten Pisten und neun Liftanlagen. Die Kabinen-Seilbahn von der Straße auf der Talsohle unterhalb des Ortszentrums ist auch im Sommer in Betrieb.
Im Skigebiet befindet sich außerdem der Alblittkopf ein 2640 Meter hoher Berg.

## Politik

### Gemeinderat
Der Gemeinderat besteht aus 15 Mandataren.
| Partei                                                 | 2022    | 2022    | 2022    | 2016    | 2016    | 2016    |
| Partei                                                 | Stimmen | Prozent | Mandate | Stimmen | Prozent | Mandate |
| ------------------------------------------------------ | ------- | ------- | ------- | ------- | ------- | ------- |
| Bürgermeisterliste Helmut Ladner – gemeinsam für Kappl | 529     | 31,56   | 5       | 924     | 52,17   | 8       |
| Fraktionsliste Langesthei – See                        | 398     | 23,75   | 4       | 400     | 22,59   | 3       |
| Kappl-Neu-Denken                                       | 327     | 19,51   | 3       |         |         |         |
| Allgemeine Kappler Liste                               | 271     | 16,17   | 2       |         |         |         |
| Zukunft Kappl                                          | 151     | 9,01    | 1       |         |         |         |
| Albrecht´s Liste                                       |         |         |         | 447     | 25,24   | 4       |

### Bürgermeister
- Seit 2004 Helmut Ladner[6][4][7]

### Wappen
Blasonierung: Blauer Schild auf grünem Einberg, darauf eine Kapelle mit schwarzer Tür, schwarzen Fenstern und schwarzem Dach.
Das 1972 verliehene Gemeindewappen versinnbildlicht als redendes Wappen den Gemeindenamen und verweist darauf, dass die namensgebende Kapelle zum hl. Antonius einst der kirchliche Mittelpunkt des Paznaun war.

## Persönlichkeiten
- Johann Ladner (1707–1779), Barockbildhauer
- Eduard Gamper (1887–1938), österreichischer Neurologe und Psychiater
- Hans Gamper (1890–1970), österreichischer Politiker (ÖVP)